# العلاقات الليختنشتانية الميانمارية
العلاقات الليختنشتانية الميانمارية هي العلاقات الثنائية التي تجمع بين ليختنشتاين وميانمار.

## مقارنة بين البلدين
هذه مقارنة عامة ومرجعية للدولتين:
| وجه المقارنة                                              | ليختنشتاين                                 | ميانمار          |
| --------------------------------------------------------- | ------------------------------------------ | ---------------- |
| المساحة (كم2)                                             | 16                                         | 676.58 ألف       |
| عدد السكان (نسمة)                                         | 37.47 ألف                                  | 53.37 مليون      |
| الكثافة السكانية (ن./كم²)                                 | 234.19 ألف                                 | 78.88            |
| العاصمة                                                   | فادوتس                                     | نايبيداو، يانغون |
| اللغة الرسمية                                             | اللغة الألمانية                            | اللغة البورمية   |
| العملة                                                    | فرنك سويسري                                | كيات ميانماري    |
| الناتج المحلي الإجمالي (بليون دولار)                      | 6.29 مليار                                 | 69.32 مليار      |
| الناتج المحلي الإجمالي (تعادل القوة الشرائية) بليون دولار |                                            | 282.95 مليار     |
| الناتج المحلي الإجمالي الاسمي للفرد دولار أمريكي          |                                            | 1.16 ألف         |
| الناتج المحلي الإجمالي للفرد دولار أمريكي                 |                                            |                  |
| مؤشر التنمية البشرية                                      | 0.908                                      | 0.536            |
| رمز المكالمات الدولي                                      | +423                                       | +95              |
| رمز الإنترنت                                              | .li                                        | .mm              |
| المنطقة الزمنية                                           | توقيت وسط أوروبا، ت ع م+01:00، ت ع م+02:00 | ت ع م+06:30      |

## منظمات دولية مشتركة
يشترك البلدان في عضوية مجموعة من المنظمات الدولية، منها:
| علم المنظمة | اسم المنظمة                   | تاريخ انضمام ليختنشتاين | تاريخ انضمام ميانمار |
| ----------- | ----------------------------- | ----------------------- | -------------------- |
|             | الاتحاد البريدي العالمي       | ?                       | ?                    |
|             | الاتحاد الدولي للاتصالات      | 25 يوليو 1963           | 15 سبتمبر 1937       |
|             | منظمة حظر الأسلحة الكيميائية  | ?                       | ?                    |
|             | منظمة التجارة العالمية        | ?                       | ?                    |
|             | منظمة الشرطة الجنائية الدولية | ?                       | ?                    |
|             | الأمم المتحدة                 | 18 سبتمبر 1990          | 19 أبريل 1948        |

## وصلات خارجية
- موقع وزارة الخارجية الميانمارية